# エアースタジオ
エアースタジオ（Air studio co.,ltd.）は、東京都墨田区両国に本社を置く日本の舞台作品および映像の企画・制作会社である。

## 概要
舞台制作を中心に、映像・イベント等の企画・制作を行う。稽古期間1週間という独自のスタイルを確立し、両国・東日本橋に構える自社劇場では、毎週所属メンバーと外部出演者による舞台上演を行っている。
その独自のスタイルを利用し、若手タレントの育成として使用する芸能事務所も多く、デビュー当時のWaT（ウエンツ瑛士・小池徹平）が舞台を踏んだことでも知られる。
2006年『GENJI〜最後の源氏〜』（池袋・東京芸術劇場）では、元バレーボール全日本代表の大林素子が北条政子役で初舞台を踏んでいる。
自社スタジオ以外の公演も年数回行っており、年間50本以上の舞台を上演している。2008年7月に劇団空感エンジンを旗揚げし、自社スタジオの運営を委託。近年では、映像作品のキャスティング協力や、漫画原作等の業務も行っている。また、舞台美術、舞台映像制作等、各専門分野での評価も高い。
2010年6月、東日本橋に第2スタジオである「AQUA studio」をオープン。
2012年、拠点を東銀座から両国に移転し、自社劇場・両国・「Air studio」として、オープン。
毎週プロデュース公演を行っている。
2013年、飲食店経営に進出。両国にCafe Bar samasamaをオープン。2014年には錦糸町にBar Banberna、
2015年には東京ホルモン1号店を押上に、2号店を立石に開店。
2017年はもんじゃ焼き「ぼったら」が神保町に開店した。
2015年、劇団空感エンジンの名称を劇団空感演人とし、座長・松丸雅人、副座長・田島英明、今田尚志に変更した。

## 制作作品

### 舞台(自社スタジオ)
- 『SAKURA』（2000年4月初演 脚本:藤森一朗）
- 『時計〜僕がいる理由〜』（2002年1月初演 脚本:藤森一朗）
- 『ろまんす』（2003年12月初演 脚本:藤森一朗）
- 『そして僕は途方に暮れる』（2004年2月初演 脚本:藤森一朗）
- 『闇の門』（2004年11月初演 脚本:藤森一朗）
- 『Legend〜風のなかの塵〜』（2006年5月初演 脚本:藤森一朗）
- 『銀行へ行こう！〜うまい話はここにある〜』（2006年5月初演 脚本:藤森一朗）
- 『飯田家の最期』（2006年8月初演 脚本:藤森一朗）
- 『オサエロ』（2007年1月初演 脚本:藤森一朗）
- 『Juliet』（2007年12月初演 脚本:藤森一朗）
- 『東京ZOOM I』（2008年1月初演 脚本:藤森一朗）
- 『KIRA〜赤穂事件推理帳〜』（2008年2月初演 脚本:藤森一朗）
- 『KEIKI〜夏目漱石推理帳〜』（2008年10月初演 脚本:藤森一朗）
- 『DARKNESS GATE』（2008年10月初演 脚本:藤森一朗）
- 『東京ZOOM II』（2008年11月初演 脚本:藤森一朗）
- 『第六天魔王の最期〜夏目漱石推理帳〜』（2010年7月初演 脚本:藤森一朗）
- 『プレイス』（脚本:藤森一朗）
- 『燃えてるで!!〜らんなぁ番外編〜』（脚本:藤森一朗）
- 『はじまりも嘘』（脚本:藤森一朗）
- 『闇夜のカラス』（脚本:藤森一朗）
- 『描きかけの絵日記』（脚本:藤森一朗）
- 『スーサイドストア』（2006年1月初演 脚本:藤森一朗）
- 『コミカルZ』（2008年12月初演 脚本:藤森一朗）
- 『FRIENDS』（脚本:藤森一朗）
- 『マスク』（脚本:藤森一朗）
- 『バーボンストリート』（脚本:藤森一朗）
- 鈴木とめ奮戦記シリーズ『いや、ばれるでこりゃ〜ノンバンク殺人事件〜』（脚本:藤森一朗）
- 鈴木とめ奮戦記シリーズ『なんてこったい』（脚本:藤森一朗）
- GO,JET!シリーズ『GO,JET!GO!GO!Vol.1〜I LOVE YOUが言えなくて〜』（2005年3月初演 脚本:藤森一朗）
- GO,JET!シリーズ『GO,JET!GO!GO!Vol.2〜浮気なJETのパレットキャット〜』（2005年5月初演 脚本:藤森一朗）
- GO,JET!シリーズ『GO,JET!GO!GO!Vol.3〜Mr.Moooon Light〜』（2006年11月初演 脚本:藤森一朗）
- GO,JET!シリーズ『GO,JET!GO!GO!Vol.4〜Last Dance For Me! Me! Meee!〜』（2009年4月初演 脚本:藤森一朗）
- GO,JET!シリーズ『GO,JET!GO!GO!ZERO』(2010年12月初演 脚本:藤森一朗）
- GO,JET!シリーズ『GO,JET!GO!GO! Vol.5 〜涙のドライマティーニ ガールズにライバル出現!?〜』（2012年7月初演 脚本:藤森一朗）
- GO,JET!シリーズ『GO,JET!GO!GO! Vol.6 〜追憶のブルージーン・クリスマス〜』（2012年12月初演 脚本:藤森一朗）
- GO,JET!シリーズ『GO,JET!GO!GO! Vol.7 〜そんなヒロシが騙された〜』（2013年11月初演 脚本:藤森一朗）
- GO,JET!シリーズ『GO,JET!GO!GO! Vol.8 〜想い出のFacebook Lovers〜』（2014年10月初演 脚本:藤森一朗）
- GO,JET!シリーズ『GO,JET!GO!GO! Vol.9 』（2016年2月初演 脚本:藤森一朗）
- GO,JET!シリーズ『GO,JET!GO!GO! Vol.10 〜渚のバンドエイド〜』（2017年2月初演 脚本:藤森一朗）
- GO,JET!シリーズ『GO,JET!GO!GO!PARADISE LIVE!』（2013年4月初演 脚本:藤森一朗）
- GO,JET!シリーズ『GO,JET!GO!GO!PARADISE LIVE Vol.2』（2014年2月初演 脚本:藤森一朗）
- 『PERDEATHCA』（2013年11月初演 脚本:藤森一朗）
- 『PERDEATHCA.TV』（2014年4月初演 脚本:藤森一朗）
- 『アバドンの巣窟』（2013年7月初演 脚本:藤森一朗）
- 『常緑高校演劇部』（2014年1月初演 脚本:藤森一朗）
- 『六畳一間で愛してる』（脚本:藤森一朗）
- 『八畳一間になりました』（2007年12月初演 脚本:藤森一朗）
- 『SAORI～想い出の六畳一間～』（脚本:藤森一朗）

- それゆけ！遠山一家シリーズ『浪漫旋風～新春・遠山のしゅんさん～』（2008年1月初演 脚本:池ノ谷基樹）
- それゆけ！遠山一家シリーズ『遠山のしゅんさん～浪漫旋風II ヤスの恋破れ、雨・・・～』（2008年6月初演 脚本:多田明日香）
- それゆけ！遠山一家シリーズ『遠山のしゅんさんIII～龍之介、浮気？本気？兄弟仁義！の巻～』（2009年1月初演 脚本:吉野家菊之介）
- それゆけ！遠山一家シリーズ『遠山のしゅんさんIV～色の都　霧に野良犬～』（2010年1月初演 脚本:八鍬健之介）
- それゆけ！遠山一家シリーズ『遠山のしゅんさんV～幸せ運ぶ　三つ葉のクローバー～』（2010年1月初演 脚本:吉野家菊之介）
- それゆけ！遠山一家シリーズ『遠山のしゅんさんVI～ヤスの妹　萌え♪萌え♪極楽（パラダイス）～』（2011年1月初演 脚本:吉野家菊之介）
- それゆけ！遠山一家シリーズ『遠山のしゅんさんVII～龍之介、自由な空を思う～』（2013年1月初演 脚本:野口麻衣子）
- それゆけ！遠山一家シリーズ『遠山のしゅんさんFINAL～ファイナル？どうなる？こうな～る！～』（2014年1月初演 脚本:吉野家菊之介）
- それゆけ！遠山一家シリーズ『それゆけ!遠山一家～産まれて　飛び出て　般若にゃにゃぁ～ん♪』（2017年1月初演 脚本:吉野家菊之介）
- 奴らシリーズ『奴ら〜海よ、オレの母よ〜』（脚本:藤森一朗）
- 奴らシリーズ『RETURNS〜奴らが帰ってくる〜』（2006年11月初演 脚本:池ノ谷基樹・八鍬健之介）
- 銀玉シリーズ『喀血!!銀玉高校応援団』（2004年7月初演 脚本:八鍬健之介）
- 銀玉シリーズ『喀血!!銀玉高校応援団〜純情大爆走篇〜』（脚本:八鍬健之介）
- 銀玉シリーズ『喀血!!銀玉高校応援団〜哀愁晴舞台篇〜』（脚本:八鍬健之介）
- 銀玉シリーズ『喀血!!銀玉高校応援団〜東京受験戦争篇〜』（脚本:八鍬健之介）
- 銀玉シリーズ『喀血!!銀玉高校応援団〜凄春☆番外篇〜』（脚本:八鍬健之介）
- 『マッスル日和』（脚本:池ノ谷基樹）
- 『ATAMI』（脚本:池ノ谷基樹）
- 『COME ON!!』（脚本:池ノ谷基樹）
- 『どこにもかえらない』（脚本:池ノ谷基樹）
- 『夏まつりがおわるとさみしい』（脚本:池ノ谷基樹）
- 『某、脱藩中!』（脚本:池ノ谷基樹）
- 『39〜寺へおいでよ〜』（2006年5月初演 脚本:八鍬健之介）
- 『カモナ・マイ・ハウス』（2007年5月初演 脚本:八鍬健之介）
- 『HUMMER』（脚本:八鍬健之介）
- 『ぶらぶら』（2008年6月初演 脚本:八鍬健之介）
- 『美しい人』（2008年11月初演 脚本:八鍬健之介）
- 『ホーム・ピカレスク』（2009年5月初演 脚本:八鍬健之介）
- 『ジパング』（2006年2月初演 脚本:八鍬健之介）
- 『雲の中の太陽』（2008年5月初演 脚本:野口麻衣子）
- 『LIFE〜午後になったら好きなことをしよう〜』（2009年2月初演 脚本:野口麻衣子）
- 『LIFE～思い出す風景にある光～』（2009年10月初演 脚本:野口麻衣子）
- 『LIFE～空を見よう、星を見よう～』（脚本:野口麻衣子）
- 『LIFE～未来のあなたの為に～』（脚本:野口麻衣子）
- 『LIFE～誰かのために祈る時～』（脚本:野口麻衣子）
- 『LIFE』（2014年5月初演 脚本:野口麻衣子）
- 『BABY～神様に誓おう～』（脚本:野口麻衣子）
- 『LAUGH』（脚本:野口麻衣子）
- 『チエコ』（脚本:野口麻衣子）
- 『在りし日の歌』（脚本:野口麻衣子）
- 『君死にたまふことなかれ』（2012年2月初演 脚本:野口麻衣子）
- 『明星』（2012年2月初演 脚本:野口麻衣子）
- 『美しすぎない女』（2012年11月初演 脚本:野口麻衣子）
- 『ブルーストッキング』（2013年11月初演 脚本:野口麻衣子）
- 『海ゆかば～ひめゆり学徒隊の祈り～』（2015年10月初演 脚本:野口麻衣子）
- 『Suki×Sukiスナック～スナックへ飲みに行こう～』（2014年7月初演 脚本:野口麻衣子）
- 『Suki×Sukiスナック2～スナックへ飲みに行こう～』（2015年1月初演 脚本:野口麻衣子）
- 『Suki×Sukiスナック3～スナックへ飲みに行こう～』（2015年9月初演 脚本:野口麻衣子）
- 『Suki×Sukiスナック4～スナックへ飲みに行こう～』（2016年3月初演 脚本:野口麻衣子）
- ゆめ屋シリーズ『7丁目16番地ゆめ屋〜壱の巻〜』（脚本:多田明日香）
- ゆめ屋シリーズ『7丁目16番地ゆめ屋〜弐の巻・葬儀屋のメリークリスマス〜』（脚本:多田明日香）
- ゆめ屋シリーズ『7丁目16番地ゆめ屋〜3回まわってワンの巻〜』（脚本:多田明日香）
- ゆめ屋シリーズ『7丁目16番地ゆめ屋〜ヨンDE巻〜』（2012年7月初演 脚本:多田明日香）
- ゆめ屋シリーズ『7丁目16番地ゆめ屋〜誤にょ巻〜』（2012年11月初演 脚本:多田明日香）
- ゆめ屋シリーズ『7丁目16番地ゆめ屋〜ROCKの巻〜』（2013年7月初演 脚本:多田明日香）
- ゆめ屋シリーズ『7丁目16番地ゆめ屋～なんなの？巻～』（2014年9月初演 脚本:多田明日香）
- ゆめ屋シリーズ『7丁目16番地ゆめ屋～えい！とお！とお！の巻～』（2015年12月初演 脚本:多田明日香）
- ゆめ屋シリーズ『7丁目16番地ゆめ屋～9回裏逆転サヨナラホーム乱の巻～』（2016年8月初演 脚本:多田明日香）
- 『動機〜熱海マーダーケース』（脚本:師走ジューン）
- 『こいもの』（脚本:多田明日香）

### 舞台（その他の劇場）
- 2001年 『LOVE GUN〜美しき戦士たち〜』ウッディーシアター中目黒
- 2001年 10月　春風堂本公演『HAND～副題・手～』池袋・東京芸術劇場 小ホール１
- 2002年  4月 『Kiss Me You〜がんばったシンプー達へ〜』ウッディーシアター中目黒
- 2002年  9月 『Kiss Me You〜がんばったシンプー達へ〜』品川・六行会ホール
- 2002年 10月　春風堂本公演『信長〜ついていくしかないのね〜』池袋・東京芸術劇場 小ホール１
- 2002年 12月 『プリプリプリーズ』銀座ガスホール
- 2003年  2月 『REVOLUTION〜名も無き新撰組隊士の物語〜』池袋・東京芸術劇場 小ホール１
- 2003年  5月 『Kiss Me You〜がんばったシンプー達へ〜』矢板市民文化会館大ホール
- 2003年  6月 『Kiss Me You〜がんばったシンプー達へ〜』池袋・東京芸術劇場
- 2003年  9月 『時計〜僕がいる理由〜』那覇・パレット市民劇場
- 2003年  9月 『LOVE GUN〜美しき戦士たち〜』品川・六行会ホール
- 2003年 11月　春風堂本公演『JUNGLE KISS』池袋・東京芸術劇場
- 2004年  4月 『SAKURA』盛岡・盛岡タウンホール
- 2004年  5月 『WaT Entertainment Show〜ACT do LIVE〜』横浜ベイホール
- 2004年  6月 『Kiss Me You〜がんばったシンプー達へ〜』かめありリリオホール
- 2004年  9月 『らんなぁ〜愛、上を！〜』矢板市民文化会館大ホール
- 2004年 10月　Air studio本公演『Chu-Chu-Chu's day』池袋・東京芸術劇場 小ホール１
- 2004年 10月 『WaT Entertainment Show〜ACT do LIVE〜Vol.2』ラフォーレミュージアム六本木
- 2005年 『WaT Entertainment Show 2005 Vol.3』
- 2005年 10月 『GO,JET!GO!GO!サプライズ版』池袋・サンシャイン劇場
- 2005年 『Kiss Me You〜がんばったシンプー達へ〜』朝日放送abc会館ホール
- 2006年  3月 『WaT Entertainment Show 2006 Vol.4』ステラボール
- 2006年 『GENJI〜最後の源氏〜』池袋・東京芸術劇場
- 2007年 『Versus〜霧の中にキミがいた〜』青山円形劇場
- 2007年 『夏の夜の夢〜A MIDSUMMER NIGHT'S DREAM〜』池袋・東京芸術劇場
- 2007年 『少年陰陽師＜歌絵巻＞』サンシャイン劇場
- 2007年 『REVOLUTION〜名も無き新撰組隊士の物語〜』シアターグリーン
- 2008年 『戦後62年を飛び越えて〜二つの特攻隊の物語〜』全労済ホールスペース・ゼロ
- 2008年 『歌神 実朝公〜大林素子「金槐和歌集」朗読ライブ〜』鎌倉鶴岡八幡宮 舞殿
- 2009年 劇団空感エンジン旗揚げ公演『ツワモノ〜20XX年・・・首都、江戸〜』新宿・SPACE107
- 2009年 『MOTHERマザー～特攻の母　鳥濱トメ物語～』新国立劇場

 2010年 
- 劇団空感エンジン第二回本公演『炎〜ほむら〜』(新宿・SPACE107)
- 『ミュージカル　ミンキーモモ』(池袋・サンシャイン劇場)
- 『MOTHERマザー～特攻の母　鳥濱トメ物語～』天王洲銀河劇場
- 『Ever Green Entertainment Show 2010』
- 『いい日、リストラ』（池袋・シアターグリーンBIG TREE THEATER)
- 『信長』全労済ホールスペース・ゼロ
- 劇団空感エンジン第三回本公演『ホッチキス』(11月13日-21日、新宿・SPACE107)

 2011年 
- 劇団空感エンジン第四回本公演『れでぃ♥でい～話してみれば、そんなこと～』(7月6日-10日、池袋・シアターグリーンBIG TREE THEATER)
- 『Ever Green Entertainment Show 2011』（11月23日、大阪・なんばHatch / 11月25日、名古屋・名鉄ホール / 12月2日-3日、東京・品川プリンスホテル )

 2012年 
- 劇団空感エンジン第五回本公演『ロンリ―』(2月15日-20日、池袋・シアターグリーンBIG TREE THEATER)
- アリー・エンターテイメント『いい日、僕なり』(6月13日-18日、池袋・シアターグリーンBIG TREE THEATER
- 『MOTHERマザー～特攻の母　鳥濱トメ物語～』(9月20日-23日、東京・新国立劇場)
- 『GO,JET!GO!GO! Vol.1〜I LOVE YOUが言えなくて〜』（10月24日-28日、新宿・SPACE107)

 2013年 
- 劇団空感エンジン第六回本公演『ドゥーグヌァードカーン・ペ！』（2月20日-24日、池袋・シアターグリーンBIG TREE THEATER)
- 『Ever Green Entertainment Show 2013』（4月29日-30日、渋谷・SHIBUYA-AX / 5月3日、大阪・なんばHatch)
- 『GO,JET!GO!GO! Vol.1〜I LOVE YOUが言えなくて〜』（5月8日-12日、新宿・SPACE107)
- 『Kiss Me You 〜がんばったシンプー達へ〜』(5月22日-26日、東京・新国立劇場)
- 『MOTHERマザー～特攻の母　鳥濱トメ物語～』(12月11日-15日、東京・新国立劇場)

 2014年 
- 『信長』(2月12日-16日、新宿・全労済ホールスペース・ゼロ)
- 『MOTHERマザー～特攻の母　鳥濱トメ物語～』(3月11日-12日、広島・アステールプラザ/3月15日-16日、神戸・新神戸オリエンタル劇場 / 8月9日、東京・ルネこだいら / 9月19日-21日、東京・新国立劇場 / 11月11日、鎌倉・鎌倉文化会館)
- 劇団空感エンジン第七回本公演『LINE 1986－2014 』(4月23日-29日、新宿・SPACE107)
- 『Kiss Me You 〜がんばったシンプー達へ〜』(9月3日-14日、中目黒・キンケロ・シアター)

 2015年 
- 劇団空感演人第八回本公演『Splash!!』(4月15日-19日、池袋・シアターグリーンBIG TREE THEATER)
- 『Kiss Me You 〜がんばったシンプー達へ〜』(5月20日-24日、全労済ホールスペース・ゼロ)
- 『Ever Green Entertainment Show 2015 Vol.4』（8月2日、東京・豊洲PIT)

 2016年 
- 『MOTHERマザー～特攻の母　鳥濱トメ物語～』(2月24日-28日、東京・新国立劇場)
- 『Ever Green Entertainment Show 2016 Vol.5』（4月3日-4日、東京・豊洲PIT)
- 劇団空感演人第九回本公演『拝啓、みなさんお元気ですか？』(4月27日-5月3日、池袋・シアターグリーンBIG TREE THEATER)
- 『Kiss Me You 〜がんばったシンプー達へ〜』(11月3日-13日、中目黒・キンケロ・シアター)

 2017年 
- 劇団空感演人第十回本公演『HOME～素晴らしき日の最後の一杯～』(4月5日-9日、池袋・あうるすぽっと)
- 『MOTHERマザー～特攻の母　鳥濱トメ物語～』(10月5日-9日、東京・新国立劇場)

### 映像
- TMC-1 ハイビジョン化オープニングセレモニー『スーサイドストア』（国際放映）

### 漫画
- 月刊少年ライバル『名探偵パシリくん！』（講談社）airstudio.seesaa.net